# Forstera purpurata
Forstera purpurata är en tvåhjärtbladig växtart som beskrevs av Glenny. Forstera purpurata ingår i släktet Forstera och familjen Stylidiaceae. Inga underarter finns listade i Catalogue of Life.